# Victor Servranckx
Victor Servranckx (26 de juny de 1897 – 11 de desembre de 1965), va ser un pintor i dissenyador d'art abstracte belga.
Va néixer a Diegem (Machelen) i va estudiar entre 1913–1917 a l'Acadèmia Reial de Belles Arts de Brussel·les. Allà, el 1916, hi va conèixer en René Magritte, amb qui escriuria "Pure Art: A Defence of the Aesthetic" el 1922. El seu estil estava influenciat pel cubisme, el constructivisme i el surrealisme. Va morir a Vilvoorde.